# Polyipnus asper
Polyipnus asper är en fiskart som beskrevs av Harold, 1994. Polyipnus asper ingår i släktet Polyipnus och familjen pärlemorfiskar. Inga underarter finns listade i Catalogue of Life.